# Explosion de Tachkent
L'explosion à Tachkent est une explosion survenue le 28 septembre 2023 près de l'aéroport international Islam Karimov de Tachkent, en Ouzbékistan, tuant 1 personne et en blessant 162 autres.

## Explosion
Vers 3 h 0 du matin le 28 septembre 2023, une grande explosion dans le district de Sergeli (en), près de l'aéroport de Tachkent, en Ouzbékistan, a tué 1 personne et blessé 162 personnes. Selon les médias locaux, l'onde de choc a été ressentie à 30 kilomètres. 16 équipes de pompiers ont travaillé pour contenir l'incendie résultant de l'explosion, qui a été maîtrisé à 5 h 2 du matin. Le ministère des Situations d'urgence a déclaré que l'explosion avait probablement été provoquée par un coup de foudre dans un entrepôt contenant des objets inflammables.

## Conséquences
Le seul décès confirmé à la suite de l'explosion était un adolescent qui a été tué après qu'un cadre de fenêtre lui soit tombé dessus, et 24 personnes blessées ont ensuite été admises à l'hôpital pour y être soignées. La majorité des blessures provenaient de verre volant qui s'est brisé des bâtiments à la suite de l'explosion.
Un laboratoire de terrain spécial a été chargé d'enquêter sur la manière dont l'explosion a pu se produire.